# Felice Puttini
Felice Puttini, né le 18 septembre 1967 à Sorengo, est un coureur cycliste, puis dirigeant d'équipe cycliste suisse. 
Coureur professionnel de 1989 à 2002, il a notamment été deux fois champion de Suisse sur route. Depuis 2005, il est directeur sportif au sein de l'équipe professionnelle féminine Bigla.
Son père Roberto a également été cycliste professionnel, tout comme son frère cadet Nicola.

## Palmarès sur route

### Palmarès amateur
- 1984
  - 2e du championnat de Suisse sur route juniors
- 1985
  - Tour du Pays de Vaud
  - 2e du championnat de Suisse sur route juniors
  - 3e du Grand Prix Rüebliland
- 1987
  - 2e du championnat de Suisse sur route amateurs
- 1988
  - 3e étape du Tour de la Vallée d'Aoste
  - Sion-Savièse
  - 2e du Tour du Stausee

### Palmarès professionnel
| - 1993 - 3e de la Hofbrau Cup - 6e du Tour de Suisse - 1994 - Champion de Suisse sur route - 6e étape du Tour du Portugal - 6e du Championnat de Zurich - 10e du Tour de Suisse - 1995 - Champion de Suisse sur route - 2e du Trophée Melinda - 3e du Grand Prix Pino Cerami - 10e du championnat du monde sur route - 10e du Tour de Lombardie - 1996 - 2e du Tour de Berne - 3e du Giro del Mendrisiotto - 3e du Grand Prix Pino Cerami | - 1997 - 3e du Tour d'Émilie - 1998 - Giro del Mendrisiotto - Grand Prix de l'industrie et du commerce de Prato - 3e du Tour de Lombardie - 1999 - 3e du Gran Premio Internacional Telecom - 2000 - Giro del Mendrisiotto |

### Résultats sur les grands tours

#### Tour d'Espagne
2 participations
- 1989 : 123e
- 1991 : 79e

#### Tour d'Italie
7 participations
- 1992 : 54e
- 1994 : 62e
- 1995 : 50e
- 1996 : abandon (21e étape)
- 1997 : 27e
- 1998 : 39e
- 1999 : 24e

## Résultats sur les championnats

### Championnats du monde professionnels

#### Course en ligne
- Duitama 1995 : 10e

## Palmarès sur piste
- Champion du Suisse de demi-fond en 1994, 1997 et 1998